# 메이스 윈두
메이스 윈두(Mace Windu)는 스타워즈의 등장인물이다. 하룬 칼 행성 출신이며, 제다이 평의회의 멤버이자 제다이 마스터이다.

## 요약
하룬 칼 행성에서 태어난 그는 은하 공화국 말기의 제다이 평의회 멤버 중 하나였다.
보라색 라이트세이버와 지오노시스 전투에서의 활약으로도 유명한 그는 평의회에서 가장 중요한 공화국 의회 의장과의 연락책이였으며, 제다이의 7가지 검술 중 연마한 자들이 대부분 다크사이드로 넘어간 주요/바파드 검식을 나름대로의 방식으로 마스터한 그는 자신을 완벽히 통제할 수 있다 믿었고, 클론 전쟁을 통해 이 믿음은 더욱 굳건해졌다.
그는 클론 전쟁 때 제다이 마스터 요다에게 제다이 마스터로써 인정받았다.
그러나 공화국 멸망 직전에 공화국 의장 팰퍼틴과 아나킨 스카이워커에 의해 오른팔이 짤리고 포스 라이트닝에 감전된 후 건물에서 떨어져 처참히 죽었다.

## 검술
윈두는 1000년 동안 제다이들이 연마하지 않은 주요 검술을 개량하여, 소라 벌크(Sora Bulq)와 더불어 바파드를 만들어 연마하였다.
바파드는 빛을 추구하는 제다이의 정신에 상반되는 어두운 면모를 가진 검술인데다, 매우 공격적이며, 바파드 사용자들은 어둠의 길로 타락하지 않기 위해 자신의 감정을 억눌러야 했다.
또한, 바파드를 마스터하기 위해서는 다른 6가지의 모든 검술을 연마하여야 했다.
그리고, 매우 공격적인 이 검술을 사용하면서 자신을 매우 강하게 통제할 수 있어야 했다.
그러나 연마하기가 매우 어려운 만큼 이 폼을 완벽히 마스터한 유일한 존재(only living master)인 윈두는 제다이들 중에서도 최강급 강자에 속한다.
이것이 바파드의 수련자가 적은 이유다.
결국, 메이스 윈두를 제외한 거의 모든 바파드 사용자들은 다크 사이드로 빠지게 된다.

## 생애
메이스 윈두는 어릴 때부터 재능이 있었다. 제다이 평의회는 그에게 관심을 보였으며, 그는 단지 14세에 불과한 소년이었지만 라이트세이버를 조립할 정도로 뛰어났었다. 그는 젊은 나이에 제다이 마스터가 되었다. 그리고 야빈 전투로부터 22년 전, 클론 전쟁이 일어나고, 메이스 윈두는 다른 제다이들에게도 그 능력을 완전히 인정 받게 되었다. 그리고 야빈 전투로부터 19년 전, 팰퍼틴이 무역 연합(CIS)과의 전쟁을 이유로 오랫동안 집권하여 의장을 하니, 제다이들은 그것을 바람직하지 않게 생각하여 그를 체포하러 윈두는 세이시 틴, 킷 피스토, 에이젠 콜러와 제다이 사원에서 의회로 가려던 중 아나킨 스카이워커에게서 의장이 시스라는 사실을 듣고 그는 '팰퍼틴을 정말로 체포해야 겠다'는 생각을 하고 그를 체포 하러간다.
의회의 이름으로 당신을 체포 합니다, 의장.

In the name of the Galactic Senate of the Republic, you're under arrest, Chancellor.— 메이스 윈두

그러나 팰퍼틴은 끝까지 버텼으며, 메이스 윈두가 '의회의 이름으로 그대를 체포 한다'라고 하니 팰퍼틴은 이것은 반역이라며, 자신도 라이트세이버를 든다. 그리고 세이시, 에이젠, 그리고 킷은 팰퍼틴 앞에서 바로 무너지고 만다. 결국 메이스 윈두와 팰퍼틴은 둘만의 싸움을 하게 된다. 결국 윈두는 거의 죽일뻔한 팰퍼틴에게 오히려 죽음을 당하게 되었다.

## 그 외
윈두 역의 사무엘 L. 잭슨은 보라색을 좋아하여 라이트세이버 색깔을 보라색으로 부탁 하였다. 2편에서 지오노시스 행성의 아레나 전투에서 자신을 알아보고 싶어서 루카스 감독에게 특별히 부탁했다고 한다. "윈두는 요다 다음가는 제다이 2인자격"이라는 점을 그 근거로 제시하여 감독을 설득했다.
레전드 세계관 에서는 코루네이 족이라는 설정이 있었다.